# ニュー・ジャーナリズム
ニュー・ジャーナリズム（英: New Journalism）は、1960年代後半のアメリカで生まれた新たなジャーナリズムのスタイル。従来のジャーナリズムにおいては何よりも客観性が重視されていたが、ニュー・ジャーナリズムでは、敢えて客観性を捨て、取材対象に積極的に関わり合うことにより、対象をより濃密により深く描こうとする。
ニュー・ジャーナリズムという語は、1973年にトム・ウルフが、ニュー・ジャーナリズムの記事を編んだ『ニュー・ジャーナリズム』（The New Journalism）という書籍から広まったとされる。ニュー・ジャーナリズムの代表的なジャーナリスト、小説家としては、『ライト・スタッフ』（1979年）のトム・ウルフ、『ラスベガスをやっつけろ』（1972年）のハンター・S・トンプソン、『汝の父を敬え』（1971年）のゲイ・タリーズ、『夜の軍隊』（1968年）のノーマン・メイラーらの名が挙げられる。
ニュー・ジャーナリズムの形成に大きな影響を与えたとされるのは、1966年に出版されたトルーマン・カポーティのノンフィクション・ノベル『冷血』である。当時普及の始まっていたテープレコーダーをあえて使わず、一年半かけた訓練の記憶力テストが95％以上の正確度に達したところで取材を行う方式によって、「フィクションの技術を駆使した物語風の構成でありながら、中身は完全な事実という形式」を完成させた。ニュー・ジャーナリズムの旗手のひとりゲイ・タリーズは、「虚構を一切せず、本名や実在する通りの名前、出来事などをきちんと使用して“現実を演出”する。ニュージャーナリズムは、要は、ストーリーテリングのことだ」と説明する。
日本にも1970年代から1980年代にかけて同様の手法が輸入され、沢木耕太郎が一時期ニュー・ジャーナリズムの旗手と呼ばれていた。その他に山際淳司や後藤正治、佐木隆三などもニュー・ジャーナリズムの影響を受けた書き手として言及される。